# Lada-Vaz
Lada è il marchio con cui vengono vendute in Europa occidentale le autovetture della casa automobilistica russa AvtoVAZ (acronimo di Fabbrica automobilistica del Volga) in russo Volžskij avtomobil'nyj zavod?.
AvtoVAZ è posseduta da Alliance Rostec Auto BV per il 74,5%, joint-venture tra l'Alleanza Renault-Nissan-Mitsubishi al 67,1% e la società russa Rostec per il rimanente 32,9%, il che vuol dire che Renault-Nissan-Mitsubishi controlla 2/3 della maggioranza delle quote di maggioranza, ma solo il 49,9895% delle azioni AvtoVAZ.
AvtoVAZ produce circa un milione di automobili all'anno, tra cui Lada Granta (sedan e liftback), Lada Vesta (sedan), Lada 4x4 (già Lada "Niva") e Lada Largus (Renault-Nissan-Mitsubishi), come anche veicoli della Alleanza Renault-Nissan-Mitsubishi: Renault Logan II, Renault Sandero II.
La fabbrica VAZ è il più grande insediamento industriale del settore in Russia e dell'est Europa e uno dei più grandi del mondo con 140 km di linee produttive.

## Storia

### La nascita e gli anni settanta

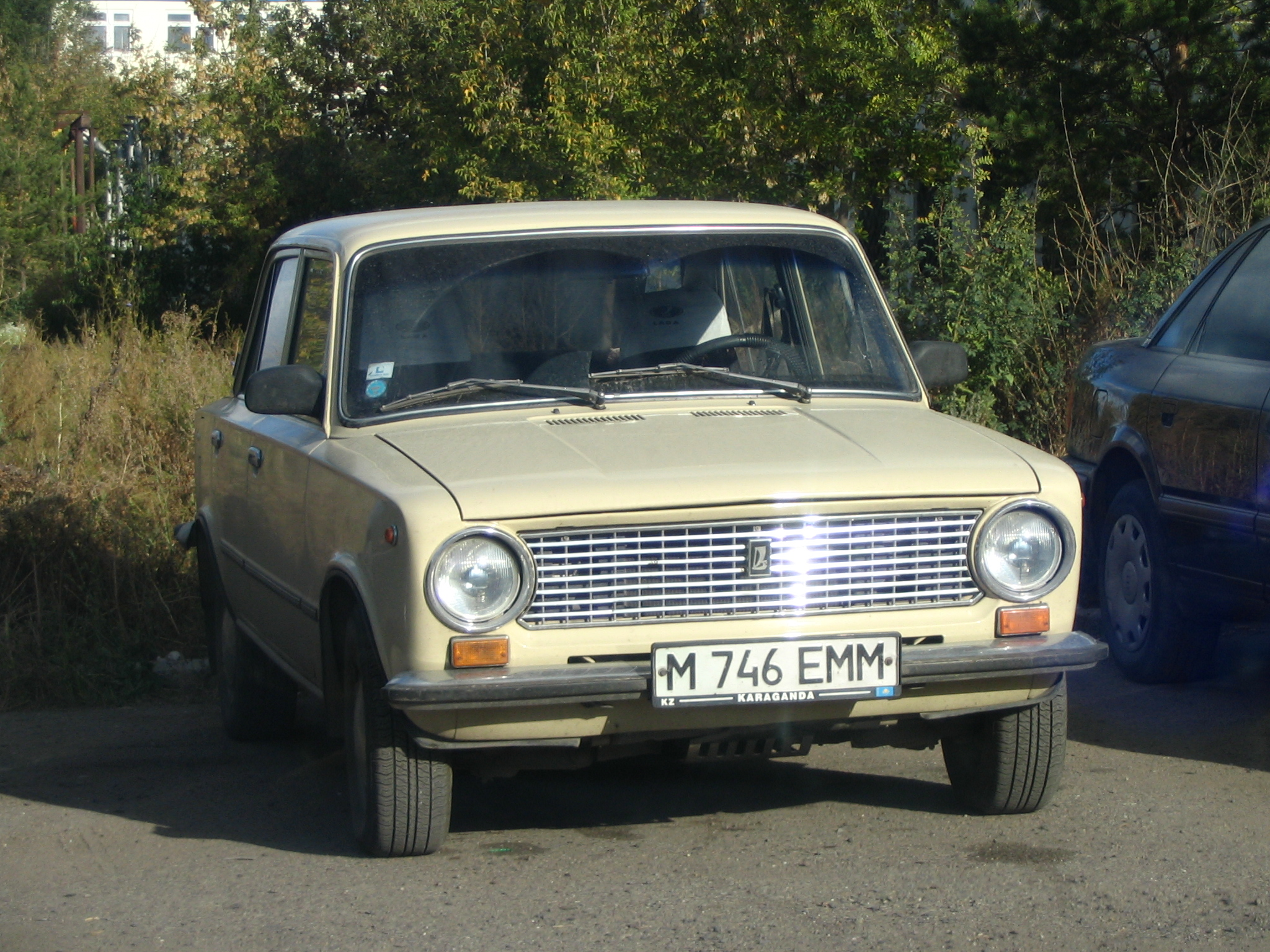
Lada 2101 (un derivato della Fiat 124)

La Lada-Vaz nacque per decisione del governo sovietico, che deliberò, nel 1964, la costruzione di un colossale impianto per la produzione di automobili "popolari" da ubicare a Togliatti.
La costruzione degli stabilimenti nel 1966 venne affidata alla FIAT, dalla quale venne acquisita, contemporaneamente, la licenza per produrre le 124, nelle versioni berlina e station wagon.
Il nuovo enorme impianto produttivo (270 km di linea di montaggio e capacità produttiva di quasi 1 milione di automobili all'anno), venne inaugurato ufficialmente nel 1970 alla presenza del ministro dei trasporti sovietico Tasarov (mentre l'amministratore delegato della Fiat Vittorio Valletta che aveva partecipato, nei suoi ultimi anni d'attività in Fiat, alla "posa della prima pietra" non poté vedere l'opera terminata perché morì nel 1967), ma venne reso parzialmente operativo anche durante la sua costruzione.
In relazione a tale accordo di cooperazione, la FIAT pubblicò nel 1968 il Dizionario italiano-russo dell'industria automobilistica, un poderoso volume composto da oltre 25.000 voci che mirava ad agevolare il rispetto da parte delle vetture costruite nel futuro stabilimento delle normative tecniche vigenti nell'Unione Sovietica.

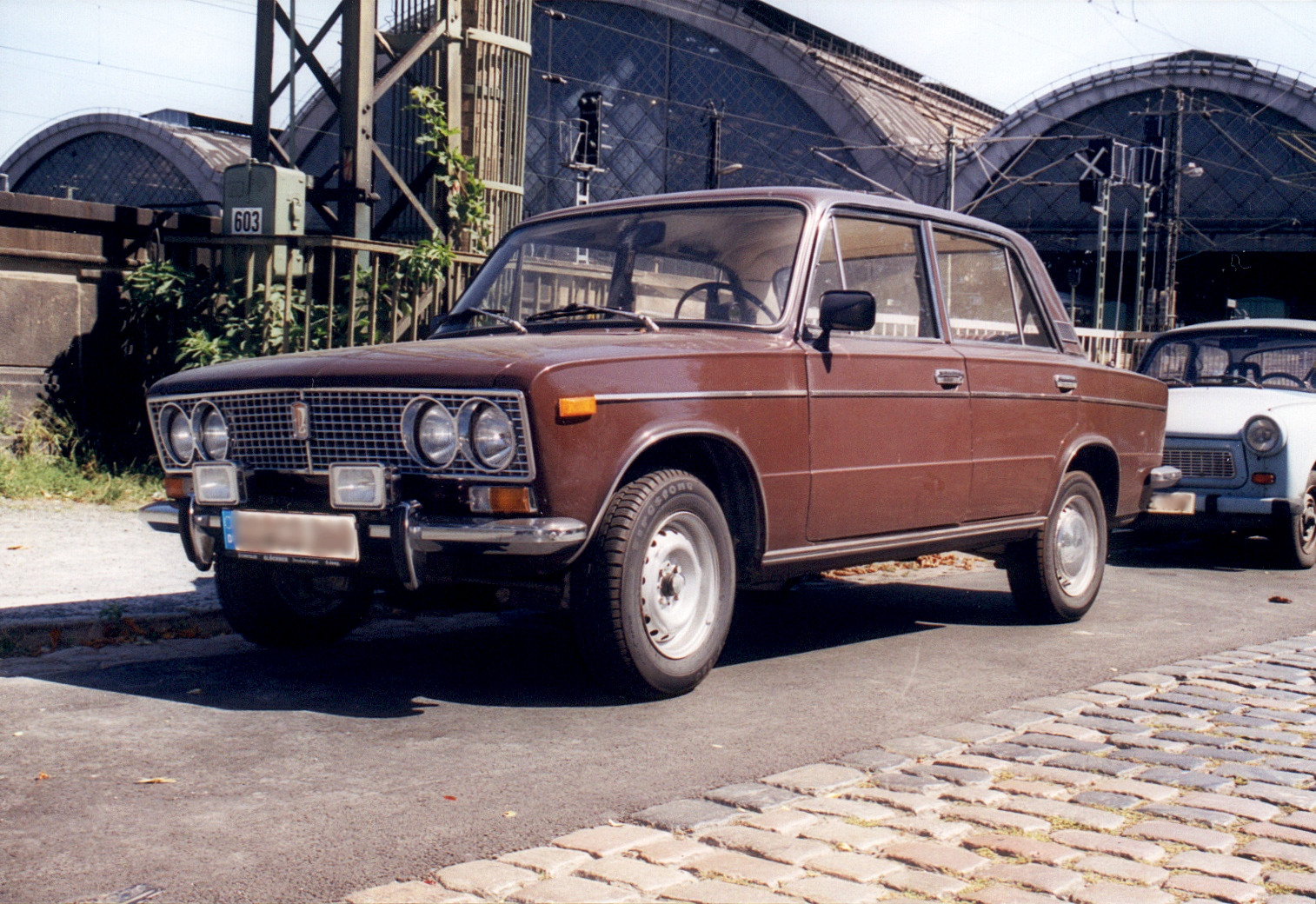
Lada 2103

Proprio nel '70 iniziò la produzione della Lada-Vaz 2101 con motore di 1,2 litri da 59 cv progettato dalla NAMI. Motore a parte, la vettura era quasi totalmente identica a quella prodotta in Italia, salvo 
l'adozione di sospensioni rinforzate.
La vettura, grazie anche alla qualità superiore a quella degli altri modelli prodotti in URSS, dovuta alle catene di montaggio provenienti dalla Fiat, ottenne subito un'enorme diffusione. La Žiguli (nome con cui era nota in patria la 2101) contribuì alla motorizzazione di massa sovietica, esattamente come la Fiat 600, la Citroën 2CV e la Volkswagen Maggiolino contribuirono a quella di Italia, Francia e Germania o, per rimanere "oltrecortina", la Trabant nella DDR.
La 2101 ebbe parecchie evoluzioni, arrivando fino al 2012, rimanendo per anni l'auto più venduta nella Russia post-sovietica. È stata proposta anche una versione con motore Diesel da 1,5 litri senza però riscuotere il successo sperato. Benché anche la Žiguli venisse esportata in Europa, a partire da metà anni settanta, il modello Lada-vaz più famoso è certamente il fuoristrada Niva, del 1976. La Niva, equipaggiata con un motore di derivazione Fiat di 1,6 litri, aveva caratteristiche d'avanguardia per l'epoca, come la trazione integrale permanente e la scocca portante. Non rinunciava però agli atout del vero fuoristrada, come le marce ridotte ed il differenziale centrale bloccabile.
Nel 2015 la Lada 4x4 (il nome Niva è ora utilizzato per un altro modello frutto di un accordo con GM) vendette oltre 35.000 esemplari in Russia, risultando al 9 posto delle vendite automobilistiche della nazione. La Niva originale era disponibile oltre che con motore a benzina, anche con un Diesel fino al 2012 (quest'ultimo un 1.9 d'origine Peugeot).

### Gli anni ottanta

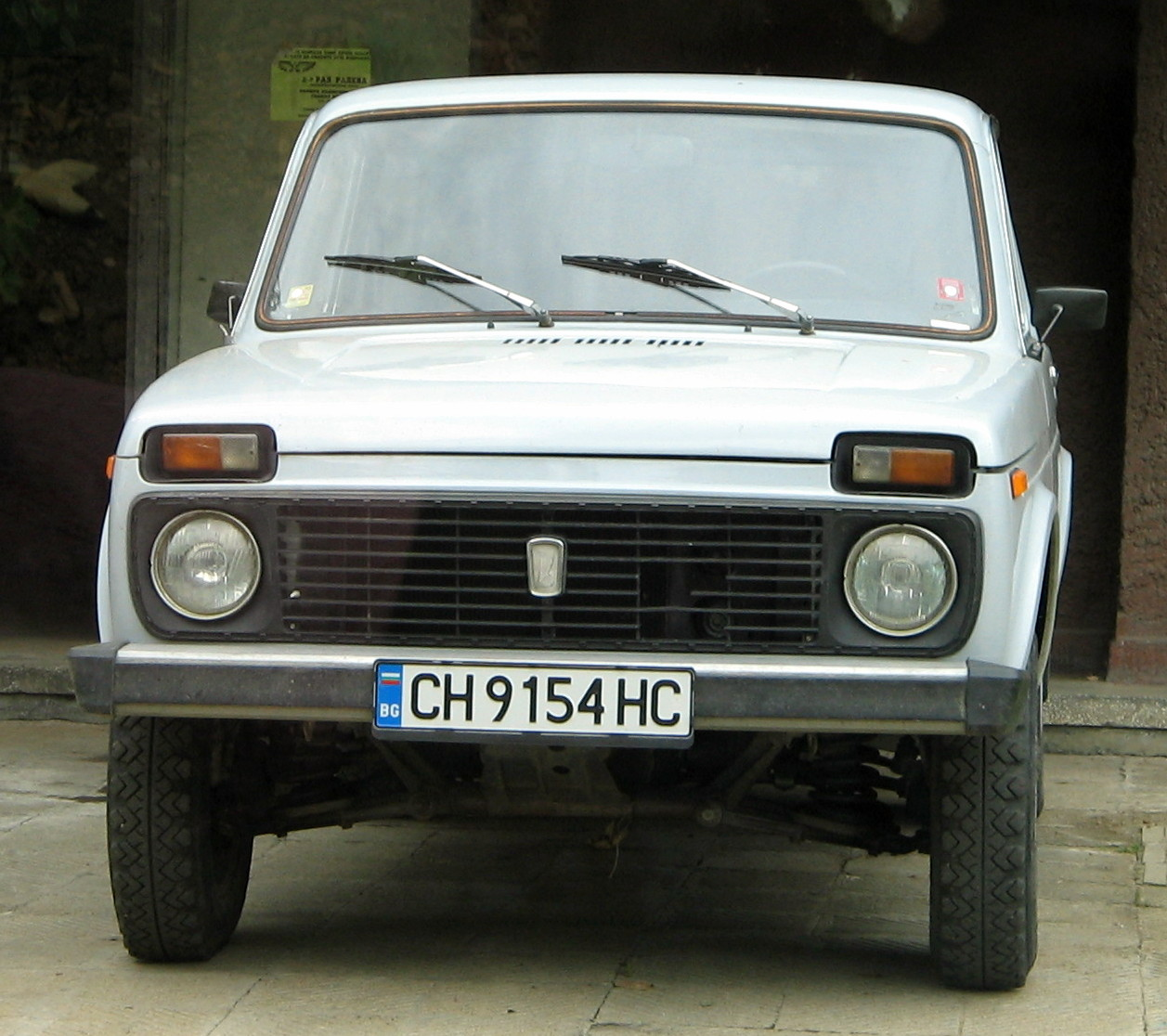
La storica Lada Niva

Nel 1984, dopo 7 anni di sviluppo, venne lanciata la prima Lada-Vaz a trazione anteriore: la Samara.
La Samara era certamente un passo avanti perché proponeva nuovi motori monoalbero in testa di 1,1 o 1,3 o 1,5 litri, sospensioni posteriori a ruote interconnesse e messa a punto del gruppo motore-cambio studiata in collaborazione con la Porsche (autrice anche della testata dei propulsori).
Anche dal punto di vista estetico la nuova berlina a 2 volumi (3 o 5 porte), che presentava una buona cura aerodinamica (il cx era pari a 0,36), era più moderna delle Žiguli.
Venne proposta successivamente anche in versione 3 volumi e 4 porte.
In Europa Occidentale, dove venne esportata ufficialmente, non ottenne grossi consensi per via della linea non entusiasmante e per la scadente qualità costruttiva.
Nel 1987 venne presentato il prototipo Oka, una citycar con motore bicilindrico di 750 cm³ (ottenuto "tagliando" due cilindri a quello della Samara), progettata in collaborazione con Fiat e da produrre in un nuovo stabilimento. Dopo vari ripensamenti ed il ritiro della Fiat e della stessa Lada-vaz dal progetto la Oka venne messa in produzione nel corso degli anni novanta da un consorzio 'SeAZ. Non ebbe successo.

### Dagli anni novanta a oggi
La produzione più recente della Lada-Vaz, oltre che la 2107 (evoluzione della 2101) e la Niva, si basa sulla Serie 100 lanciata nel 1995 e derivata dalla Samara.
Caratterizzata da una linea superata la Serie 100, disponibile nelle versioni berlina a 3 volumi (110), berlina fastback (112) e station wagon (111), presenta le novità del retrotreno a ruote indipendenti e del cambio a 5 marce. Oltre al motore russo di 1,5 la 112 può disporre di un più moderno 4 cilindri bialbero 16 valvole 2 litri da 150cv di produzione Opel.
Nel 2001 la Lada-VAZ ha inaugurato una nuova ala dello stabilimento di Togliatti per la produzione, in Joint-venture con la General Motors di alcuni modelli del Gruppo statunitense.
La gamma attuale, per il mercato interno, comprende oltre ad una versione ristilizzata della Samara, la Kalina (variante russa della vecchia Opel Corsa), la Serie 100, la Priora (una variante ristilizzata della 110), la Niva (disponibile anche in versione a passo lungo) e le 2105 e 2107, ultime evoluzioni della Žiguli che però, a causa di un crollo del 72% delle vendite è stata tolta dal listino nel maggio del 2012, chiudendo definitivamente l'avventura russa della Fiat 124 dopo 42 anni di onorato e robusto esercizio.

### Progetti futuri
AutoVaz è stata acquisita per il 25% dal gruppo Renault che, nel 2010 durante il Salone di Mosca, ha presentato il modello Lada R90, ovvero la versione a marchio Lada della Dacia Logan MCV che si differenzia solo per lo stile della calandra. Il gruppo Renault inoltre fornisce la piattaforma B0, che funge da telaio per i modelli prodotti dalla Dacia, al fine da poter realizzare una gamma di auto per la Lada da vendere sul mercato locale ed estero. Il prototipo Lada R90 è stato, infine, commercializzato sul mercato russo con il nome Lada Largus.

## Lada-Vaz e il motore Wankel
Come molte case europee, negli anni '70 la Lada avviò anche la sperimentazione del motore rotativo Wankel, con pochissimi frutti.
Nel 1980 vennero costruite 250 Žiguli monorotore da 70 CV, seguite, nella seconda metà degli anni '80, da un altro lotto di Samara birotore da 130 CV.
Si trattava di autovetture assegnate, in via sperimentale, alla polizia e al KGB e dotate di scarsa affidabilità (a causa del basso livello qualitativo dei materiali impiegati), nonostante la relativa sofisticazione tecnica (entrambi i motori erano dotati di un particolare sistema elettronico che iniettava il liquido antigelo direttamente nel rotore).

## Marchio e Logo
Lada è il nome di una divinità slava personificazione dell'Amore e dell'Amicizia. Secondo un'altra interpretazione, è l'europeizzazione del nome Lod'ja, (лодья) che descrive un particolare tipo di imbarcazione russa, dal momento che il logo rappresenta la nave stilizzata di Sten'ka Razin, eroe russo tradizionalmente rappresentato dall'iconografia popolare dalla nave con cui attraversò il Caspio fomentando la rivolta dei contadini della Gleba contro il regime zarista. Compare inizialmente bianca su sfondo rosso, poi bianca su sfondo nero e ora bianca su sfondo azzurro.

## Competizioni

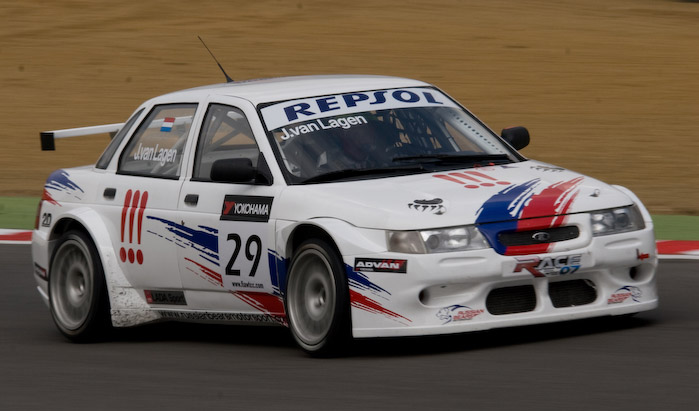
La Lada 110 al WTCC 2008

Lada-Vaz ha gareggiato nel campionato WTCC.

## Cronologia dei vari modelli
Numeri romani indicano la generazione del modello.